# 马里奥·戈麦斯
马里奥·戈麦斯·加西亚（西班牙語：Mario Gómez García，1985年7月10日—），德國職業足球員。他的父親是，而他的母親是德國人。

## 球會
高美斯在2005/06年球季獲提升到史特加一隊，翌季雖然受傷患打擊，在25場德甲聯賽中射入14球，2007年7月23日，他已與球隊延長合約期至2012年夏天。2007年8月，他以196票力壓獲得175票的雲達不來梅中場迪亞高，成為2007年德國足球先生。他還是贝肯鲍尔之後，史上第二位最年輕的德國足球先生。2008年夏季一直有傳聞拜仁慕尼黑希望羅致高美斯加盟，最終高美斯仍然留隊。
2009年5月26日，高美斯以三千萬歐元轉投拜仁慕尼黑，刷新德甲的最高轉會費紀錄。
2010/11年球季，高美斯為拜仁慕尼黑射入28個聯賽入球，成為拜仁慕尼黑及德甲神射手。
2011/12年球季，高美斯发挥出色，为拜仁慕尼黑足球俱乐部开季3场比赛打入4球。

## 國家隊
高美斯擁有德國及西班牙雙重國籍，但只曾代表德國出賽，曾入選及代表德國17歲以上所有隊伍。
於2007年2月7日首次代表德國大國腳對瑞士，以3-1獲勝，高美斯射入德國的第二球。高美斯第二次披上德國戰衣於6月2日在2008年歐洲國家盃外圍賽對聖馬力諾，後補入替，梅開二度協助德國大勝6-0。
德國領隊勒夫徵召高美斯加入2008年歐洲國家盃德國大軍，在三場分組賽全數上陣，但未能發揮在球會的水準，浪費很多入球良機，包括對對奧地利離門三碼面對空門不入。晉級淘汰賽階段，勒夫改變陣式，只派遣單箭頭上場，高美斯被貶回後備席。在決賽時才後補入替，但不能扭轉敗局，德國以0-1負於西班牙屈居亞軍。
2018年，高美斯隨隊出戰俄羅斯世界盃。三戰一勝二負，分組賽出局。

### 國際賽入球
入球及比數列中德國國家隊入球前置（Scores and results table. Germany's goal tally first:）
| #   | 日期           | 地點                                    | 對手     | 入球 | 比數 | 比賽                   |
| --- | -------------- | --------------------------------------- | -------- | ---- | ---- | ---------------------- |
| 1.  | 2007年2月7日   | 思捷競技場, 杜塞爾多夫, 德國            | 瑞士     | 2–0  | 3–1  | 熱身賽                 |
| 2.  | 2007年6月2日   | 法蘭克人體育場, 紐倫堡, 德國            | 圣马力诺 | 4–0  | 6–0  | 2008年歐洲國家盃外圍賽 |
| 3.  | 2007年6月2日   | 法蘭克人體育場, 紐倫堡, 德國            | 圣马力诺 | 5–0  | 6–0  | 2008年歐洲國家盃外圍賽 |
| 4.  | 2008年2月6日   | 安斯夏普球場, 維也納, 奧地利            | 奥地利   | 3–0  | 3–0  | 熱身賽                 |
| 5.  | 2008年3月26日  | 聖雅各布公園球場, 巴塞爾, 瑞士          | 瑞士     | 2–0  | 4–0  | 熱身賽                 |
| 6.  | 2008年3月26日  | 聖雅各布公園球場, 巴塞爾, 瑞士          | 瑞士     | 3–0  | 4–0  | 熱身賽                 |
| 7.  | 2009年6月2日   | Sheikh Zayed Stadium, 阿布扎比, 阿聯酋  | 阿联酋   | 2–0  | 7–2  | 熱身賽                 |
| 8.  | 2009年6月2日   | Sheikh Zayed Stadium, 阿布扎比, 阿聯酋  | 阿联酋   | 4–0  | 7–2  | 熱身賽                 |
| 9.  | 2009年6月2日   | Sheikh Zayed Stadium, 阿布扎比, 阿聯酋  | 阿联酋   | 5–0  | 7–2  | 熱身賽                 |
| 10. | 2009年6月2日   | Sheikh Zayed Stadium, 阿布扎比, 阿聯酋  | 阿联酋   | 7–2  | 7–2  | 熱身賽                 |
| 11. | 2009年9月5日   | 拜耳球場, 勒沃庫森, 德國                | 南非     | 1–0  | 2–0  | 熱身賽                 |
| 12. | 2010年5月29日  | 普斯卡什球場, 布達佩斯, 匈牙利          | 匈牙利   | 2–0  | 3–0  | 熱身賽                 |
| 13. | 2010年8月11日  | 帕根球場, 哥本哈根, 丹麥                | 丹麦     | 1–0  | 2–2  | 熱身賽                 |
| 14. | 2010年10月12日 | 阿斯塔納球場, 阿斯塔納, 哈薩克斯坦      |          | 2–0  | 3–0  | 2012年歐洲國家盃外圍賽 |
| 15. | 2011年3月29日  | 普魯士公園球場, 門興格拉德巴赫, 德國    |          | 1–0  | 1–2  | 熱身賽                 |
| 16. | 2011年5月29日  | 萊茵-內卡競技場, 辛斯海姆, 德國         | 乌拉圭   | 1–0  | 2–1  | 熱身賽                 |
| 17. | 2011年6月3日   | 安斯夏普球場, 維也納, 奧地利            | 奥地利   | 1–0  | 2–1  | 2012年歐洲國家盃外圍賽 |
| 18. | 2011年6月3日   | 安斯夏普球場, 維也納, 奧地利            | 奥地利   | 2–1  | 2–1  | 2012年歐洲國家盃外圍賽 |
| 19. | 2011年6月7日   | 托菲克·巴赫拉莫夫體育場, 巴庫, 亞塞拜然 |          | 2–0  | 3–1  | 2012年歐洲國家盃外圍賽 |
| 20. | 2011年10月7日  | 土耳其电信球场, 伊斯坦布尔, 土耳其      | 土耳其   | 1–0  | 3–1  | 2012年歐洲國家盃外圍賽 |
| 21. | 2011年10月11日 | 思捷环球竞技场, 杜塞尔多夫, 德国        | 比利时   | 3–0  | 3–1  | 2012年歐洲國家盃外圍賽 |
| 22. | 2012年5月31日  | 红牛竞技场 (莱比锡), 莱比锡, 德国       | 以色列   | 1–0  | 2–0  | 友谊赛                 |
| 23. | 2012年6月9日   | 利沃夫球场, 利沃夫, 乌克兰              | 葡萄牙   | 1–0  | 1–0  | 2012年欧洲足球锦标赛   |
| 24. | 2012年6月13日  | 米达列斯体育场, 哈尔科夫, 乌克兰        | 荷蘭     | 1–0  | 2–1  | 2012年欧洲足球锦标赛   |
| 25. | 2012年6月13日  | 米达列斯体育场, 哈尔科夫, 乌克兰        | 荷蘭     | 2–0  | 2–1  | 2012年欧洲足球锦标赛   |

## 榮譽
球會
- 史特加
  - 德國甲組聯賽 冠軍：2006-07年
  - 德國青年錦標賽（German Youth Championship）：2003年

球会
- 拜仁慕尼黑
  - 德國甲組聯賽 冠軍：2009-10年

國家隊
- 亞軍：2008年

個人
- 德國足球先生: 2007年